# Тредголд, Дональд
Дональд Тредголд (Тредгоулд, англ. Donald Warren Treadgold; 24 ноября 1922, Силвертон, Орегон — 13 декабря 1994) — американский историк, видный славист своего поколения. Доктор философии (1950), профессор русской истории Вашингтонского университета. Член Американской академии искусств и наук (1984).

## Биография и творчество
Окончил Орегонский университет (бакалавр, 1943). В 1943—1946 гг. проходил военную службу в Европе, дослужился до звания капитана в военной разведке. В 1947 году получил степень магистра в Гарварде и спустя три года — степень доктора философии по истории в Оксфорде как стипендиат Родса. В 1949 году поступил в Вашингтонский университет, откуда ушел в отставку в конце июня 1993 года; на протяжении десяти лет заведовал кафедрой истории; являлся и. о. главы Henry M. Jackson School of International Studies. Президент Ассоциации славянских, восточноевропейских и евразийских исследований (1977). Являлся редактором Slavic Review (повторно в 1968—1975). 
Первую книгу, Lenin and His Rivals (Praeger), выпустил в 1955 (переизд.: Greenwood, 1976). Спустя два года в Princeton University Press вышла его The Great Siberian Migration (1957; переизд.: Greenwood, 1976). Известность получила его Twentieth Century Russia, опубликованная в 1959 в изд-ве Rand-McNally {Рец.}. Её полностью переработанное восьмое издание выйдет уже после смерти автора в изд-ве Westview Press (9-е изд. — 2000 г.). После выпустил двухтомник The West in Russia and China (Cambridge University Press, 1973; переизд.: Westview, 1985). Затем последует A History of Christianity (Nordland, 1979). А последней его книгой станет Freedom: A History (New York University, 1990). Для изд-ва University of Washington Press редактировал The Development of the USSR (1964) и Soviet and Chinese Communism (1967). Соредактор Gorbachev and the Soviet Future (Westview, 1988).
В студенческие годы в Орегонском университете познакомился со своей будущей супругой; трое детей, в частности дочь.